# Umriss

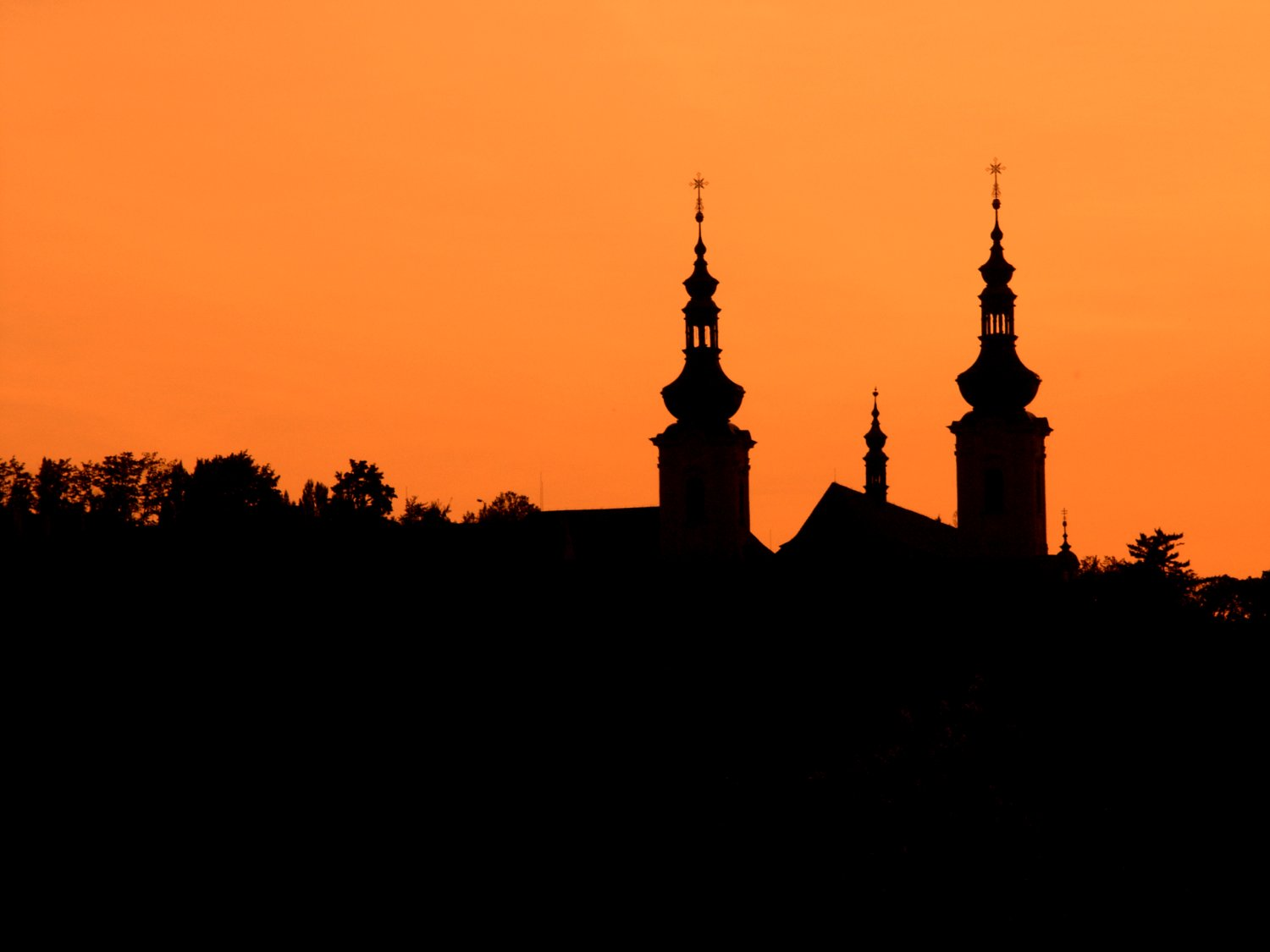
Kloster Strahov

Der Umriss (in Kunst und Fotografie die Kontur oder Silhouette, IPA: [ziˈlʊ̯ɛtə], anhörenⓘ) eines Objektes ist für einen Betrachter eine Kurve, die das Objekt von seiner Umgebung abgrenzt. Der Wortbestandteil Riss (von „ritzen“, „reißen“) hat wie in Aufriss, Grundriss oder Schrägriss die Bedeutung „Zeichnung“. Der Umriss eines Objektes hängt nicht nur von der Form des Objektes ab, sondern auch von der Richtung, aus der ein Betrachter das Objekt beobachtet.

## Anwendungen
- In der Darstellenden Geometrie stellt man gekrümmte Flächen durch die Konstruktion ihrer Umrisse dar. Siehe Umrisskonstruktion.
- In der Kunst wird in einem Schattenriss die Aufmerksamkeit eines Betrachters auf den dem Künstler wichtigen Umriss eines Objektes oder einer Person gelenkt. Man spricht hier auch von einer Silhouette.
- In der Fotografie verwendet man Gegenlichtaufnahmen, um die Silhouetten von Objekten hervorzuheben.
- In der Bildverarbeitung spielen Umrisse von Objekten eine wesentliche Rolle bei der Verfolgung von sich bewegenden Objekten.
- In der grafischen Darstellung treten in Piktogrammen vereinfachte Umrisse von Objekten auf.

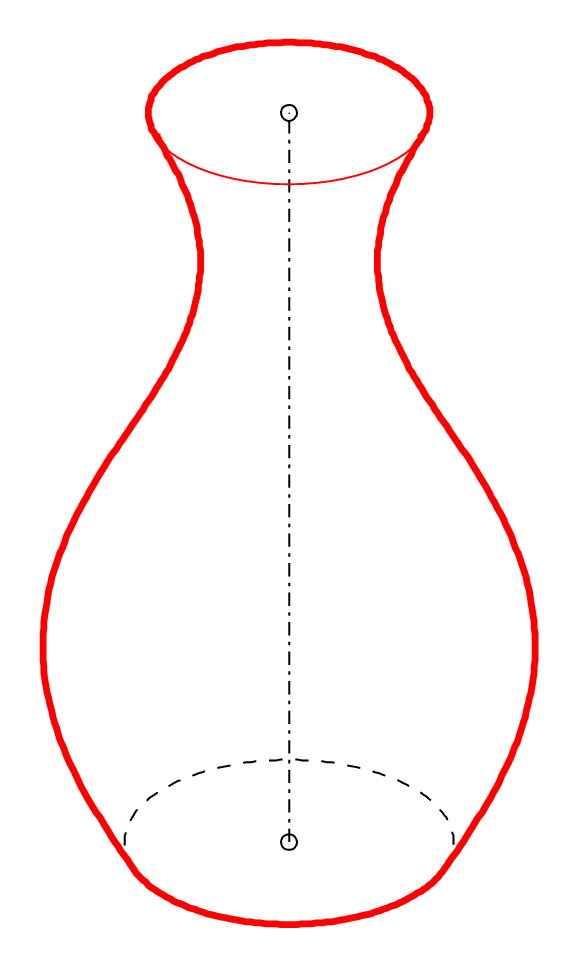
Umriss in der darstellenden Geometrie
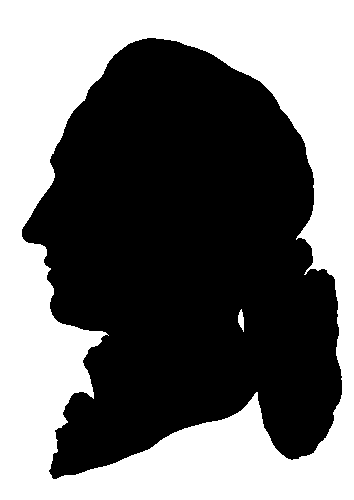
Schattenriss (Silhouette)